# Maggördel

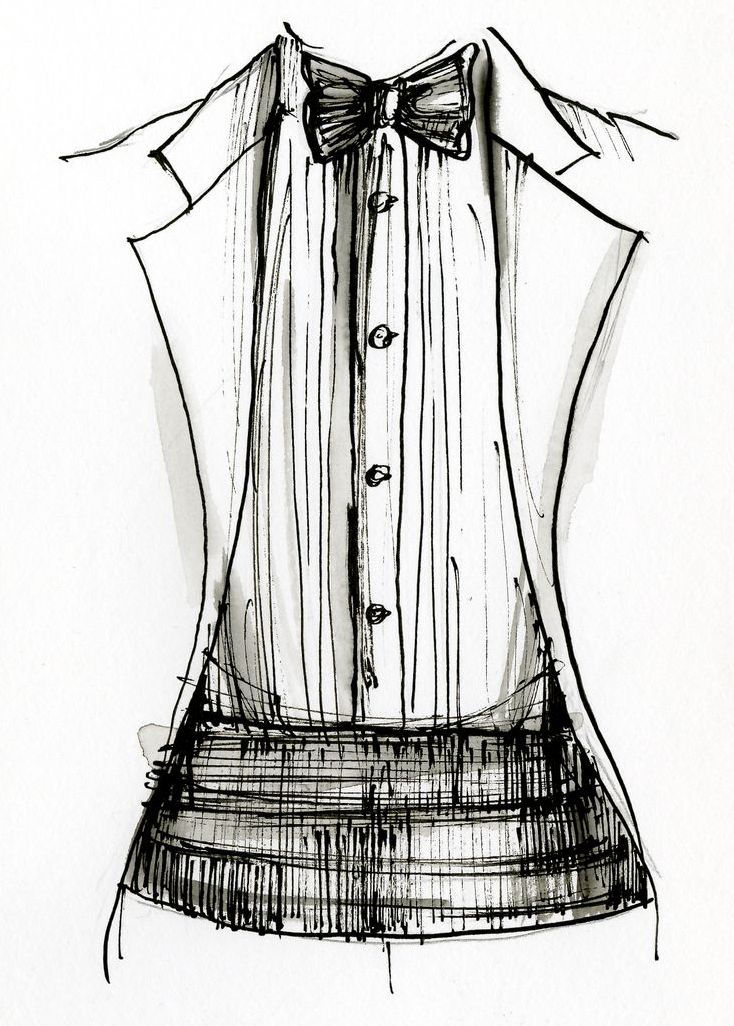
Smoking och tillhörande gördel.

Maggördel är ett klädesplagg, vilket ursprungligen var detsamma som bälte, men numera i regel avser ett bredare veckat sidenbälte, vilket främst bärs till smoking som ersättning för väst. Viss kulörta maggördlar säljs med matchande fluga, vilket dock icke ses som korrekt klädsel enligt mer formell etikett. Gördel bärs inte till frack. 
Seden med maggördeln till herrars festklädsel hämtades från brittiska Indien efter första världskriget. Den tros komma från hindins kamarband (midjebälte) och tros ha lånats från en uniformspersedel som bars av brittiska förband som alternativ till den varmare västen. Det engelska ordet är cummerbund. 
Maggördeln i detta avseende skall inte förknippas med kvinnlig korsett som används för att stödja eller hålla ihop och som ibland även benämns gördel.

## Etymologi
Det svenska ordet gördel tros härstamma från det tyska ordet "gördel" i sin nuvarande form, men även tidigare från ord som avser penningpung som spänns runt magen.